# Yvonne Murray
Yvonne Carole Grace Murray-Mooney, škotska atletinja, * 5. november 1959, Hampton, London, Anglija, Združeno kraljestvo.
Nastopila je na poletnih olimpijskih igrah v letih 1988 in 1992, leta 1988 je osvojila bronasto medaljo v teku na 3000 m, leta 1988 pa osmo mesto. Na svetovnih dvoranskih prvenstvih je osvojila naslov prvakinje v isti disciplini leta 1993, na evropskih prvenstvih zlato, srebrno in bronasto medaljo, kot tudi na evropskih dvoranskih prvenstvih in igrah Skupnosti narodov, kjer je zlato medaljo osvojila v teku na 10000 m.